# Božo Biškupić
Božo Biškupić (ur. 25 kwietnia 1938 w m. Mala Mlaka) – chorwacki prawnik, muzeolog i polityk, w latach 1995–2000 i 2003–2011 minister kultury.

## Życiorys
Ukończył studia prawnicze na Uniwersytecie w Zagrzebiu. Uzyskał również magisterium z muzeologii. Pracował przez pewien czas jako prawnik. Zajął się także działalnością redaktorską, opracowywał edycje bibliofilskie autorów krajowych i zagranicznych, przygotowywał do wydania publikacje o tematyce artystycznej dla Biblioteki Narodowej i Uniwersyteckiej w Zagrzebiu.
Zaangażował się w działalność polityczną w ramach Chorwackiej Wspólnoty Demokratycznej (HDZ), do której dołączył w 1990. W tym samym roku został dyrektorem funduszu do spraw kultury w resorcie kultury, a w 1992 asystentem ministra kultury i edukacji. W latach 1993–1995 zajmował stanowisko zastępcy burmistrza Zagrzebia.
Od listopada 1995 do stycznia 2000 sprawował urząd ministra kultury w gabinecie Zlatka Matešy. Ponownie pełnił tę funkcję od grudnia 2003 do grudnia 2010 w dwóch rządach Iva Sanadera i w rządzie Jadranki Kosor. W 2003 i 2007 był wybierany na posła do Zgromadzenia Chorwackiego.